# Bujaleu
Bujaleu (en francès Bujaleuf) és un municipi francès situat al departament de l'Alta Viena i a la regió de la Nova Aquitània.

## Demografia
| 1962                                       | 1968  | 1975  | 1982  | 1990 | 1999 | 2007 |
| ------------------------------------------ | ----- | ----- | ----- | ---- | ---- | ---- |
| 908                                        | 1.004 | 1.059 | 1.079 | 999  | 927  | 897  |
| Des de 1962: població sense dobles comptes |       |       |       |      |      |      |

## Administració
| Període | Identitat    | Partit |
| ------- | ------------ | ------ |
| 2001-   | Alain Dolley | PS     |

## Agermanaments
- Burgoberbach